# 双凤镇 (西充县)
双凤镇，是中华人民共和国四川省南充市西充县下辖的一个乡镇级行政单位。2019年10月，撤销东岱乡，将其所属行政区域划归双凤镇管辖。

## 行政区划
双凤镇下辖以下地区：
凤头社区、芋头沟社区、楼底子社区、蟠龙村、严村沟村、曹家沟村、化泉院村、佛宝观村、麒麟村、龙台院村、乾元宫村、红栋子村、新店子村、龙家沟村、鹤鸣院村、跳蹬河村、圭心寺村和五栋碑村，金龟山村、八角亭村、源水垭村、龙虎山村、东岱村、长明山村、龙角湾村、树金桥村、荣华山村和龙泉山村。